# 1247 Memoria
1247 Memoria este un asteroid din centura principală, descoperit pe 30 august 1932 de Margueritte Laugier.